# Tomasz Kędzierski
Tomasz Kędzierski (ur. 6 marca 1976 w Mławie) – polski funkcjonariusz służb mundurowych, pułkownik.
W 2017 pełniący obowiązki szefa Biura Ochrony Rządu, w latach 2015–2017 zastępca szefa oraz szef sił ochronnych tej służby.

## Życiorys
Ukończył studia na Wydziale Zarządzania Wyższej Szkoły Ekologii i Zarządzania w Warszawie, gdzie zdobył tytuł inżyniera oraz następnie Wydział Administracji i Zarządzania na kierunku administracja Wyższej Szkoły Informatyki, Zarządzania i Administracji w Warszawie (tytuł magistra w zakresie służb porządku publicznego).
W Biurze Ochrony Rządu służy od 1998. Służbę rozpoczął w komórce organizacyjnej BOR właściwej do spraw zabezpieczenia specjalnego. Początkowo pełnił funkcję adiutanta oraz dowódcy ochrony osobistej najwyższych przedstawicieli państw goszczących na terenie RP. Później zajmował się ochroną obiektów, działaniami rekonesansowymi, pełnił funkcję oficera ochrony osobistej członków rządu Rzeczypospolitej Polskiej. W latach 2006–2010 znajdował się w grupie ochrony osobistej prezydenta Rzeczypospolitej Polskie, był w ochronie jego matki Jadwigi Kaczyńskiej. Od grudnia 2015 zastępca Szefa BOR, nadzorując pion działań ochronnych. W roku 2016 był dowódcą operacji wizyty papieża Franciszka podczas Światowych Dni Młodzieży oraz zabezpieczenia Szczytu NATO w Warszawie. W styczniu 2017, po tym jak z przyczyn zdrowotnych Andrzej Pawlikowski zrezygnował z funkcji, tymczasowo przejął jego obowiązki. Po czterech miesiącach zastąpił go Tomasz Miłkowski. W czerwcu 2017 złożył dymisję z funkcji zastępcy szefa BOR.